# W Sagittarii
W Sagittarii (γ1 Sagittarii / γ1 Sgr) es una estrella variable en la constelación de Sagitario. Junto a Nash o Alnasl (γ2 Sagittarii) comparte la denominación de Bayer «Gamma», si bien no existe relación física entre las dos estrellas.

## Características
W Sagittarii es una supergigante amarilla y variable cefeida cuyo brillo varía entre magnitud aparente +4,3 y +5,1 en un período de 7,59 días. Su variación de brillo va acompañada de un cambio en su tipo espectral, desde G1 a F4. Su temperatura media es de 5600 K y tiene una masa de unas 7 masas solares. Aunque la medida directa de la paralaje sitúa a W Sagittarii a una incierta distancia de 2100 años luz respecto al sistema solar, la distancia calculada sobre la base de su variabilidad es significativamente menor, en torno a 1500 años luz. Tomando como referencia este último valor, la luminosidad de W Sagittarii sería unas 2500 veces mayor que la del Sol, siendo su diámetro unas 50 veces más grande que el solar.

## Composición química
W Sagittarii muestra una abundancia relativa de hierro comparable a la solar ([Fe/H] = +0,02).
Los niveles de algunos elementos como itrio, zinc y lantano son más elevados que en nuestra estrella, los dos últimos un 70 % más abundantes que en el Sol.

## Compañeras estelares
W sagittarii parece ser una estrella múltiple; la acompañante más próxima, detectada por espectroscopia, tiene un período orbital de 1582 días (4,33 años).
Es una estrella blanca de la secuencia principal de tipo A0V que se mueve en una órbita considerablemente excéntrica (e = 0,41).
Además puede haber dos compañeras más lejanas de magnitud 13, W Sagittarii B y W Sagittarii C, separadas 33 y 48 segundos de arco respectivamente.